# Paleczka
Paleczka – potok, prawy dopływ Skawy o długości 14,58 km. 
Potok powstaje na wysokości około 525 m w miejscowości Palcza. Spływa przez nią w południowo-zachodnim kierunku, a następnie przez Baczyn, Budzów i Zembrzyce, gdzie zmienia kierunek na północno-zachodni i na wysokości 306 m uchodzi do Skawy. 
Dolina Paleczki oddziela Pasmo Koskowej Góry (południowa strona) od Pasma Chełmu (północna strona). Obydwa te pasma należą do Beskidu Makowskiego. Z obydwu tych regionów do Paleczki spływają potoki. Główne z nich to: Droszczyna, Jachówka, Krzywy Potok, Palczyca, Zachełmka.
W 2001 powódź na Paleczce przyniosła poważne zniszczenia w Budzowie i Zembrzycach.